# Cleistanthus angustifolius
Cleistanthus angustifolius är en emblikaväxtart som beskrevs av Elmer Drew Merrill. Cleistanthus angustifolius ingår i släktet Cleistanthus och familjen emblikaväxter. Inga underarter finns listade i Catalogue of Life.